# Fermí Puig i Botey
Fermí Puig i Botey   (Granollers, 13 de gener de 1959 - Barcelona, 19 de juliol de 2024) va ser un cuiner català, un dels exponents de l'alta cuina catalana.
Fermí Puig va iniciar-se al món de la cuina a la dècada de 1980, amb una estada incial al restaurant el Bulli, sota direcció de Juli Soler i amb el cuiner Jean Paul Vinay com a xef, que serà el seu primer mestre (1981). Aquell mateix any fa una altra estada al restaurant del xef Christian Bourillot, a la ciutat francesa de Lió, i el 1982 firma el seu primer contracte professional per fer de cap de sala al restaurant Montse Guillén, a Barcelona. Fa el servei militar a Marineria (1983), a Cartagena, on coneix Ferran Adrià, que el selecciona per treballar en la cuina de Capitania General. Gràcies a la relació que estableixen Puig posa en contacte Adrià amb Juli Soler, que el contractarà per El Bulli un cop llicenciat de la mili (1984). Quan Puig acaba també el servei militar passa per l'Hotel San Marco, de Sevilla, i el 1985 es retroba, a Barcelona, amb Jean Paul Vinay, que obre el restaurant La Ciboulette. L'any 1986 Puig es converteix en xef per dirigir el restaurant Costa Brava, a la platja de les Amèriques, a Tenerife. Sense deixar les Canàries, el 1988 assumeix la direcció  del restaurant La Riviera, a Santa Cruz de Tenerife i, de tornada a Catalunya, es fa càrrec d'El Mirador de les Caves, a Els Massots, a l'Alt Penedès (1992). L'any 1996 l'Hotel Majestic de Barcelona ofereix a Puig posar en marxa el restaurant Drolma, amb el qual aconseguirà una estrella Michelin l'any 2002 i on va treballar fins que l'establiment va tancar, el setembre de 2011. Abans, l'any 2008, el Grup Majestic, i sota la seva direcció també, obre el restaurant Petit Comité, al barceloní passatge de la Concepció, de cuina tradicional catalana. Desvinculat finalment del Majestic després d'una trajectòria de setze anys, el xef granollerí va obrir el seu propi restaurant, el Fermí Puig, al carrer de Balmes, de Barcelona, que es va inaugurar el 5 de juny de 2013. Especialitzat en cuina tradicional catalana, però evolucionada, el maître Alfred Romagosa el va acompanyar durant els onze anys de recorregut, després d'haver col·laborat ja junts al Drolma des del principi. Setmanes abans de la mort de Puig es va anunciar el tancament del seu restaurant perquè el xef ja tenia prevista la jubilació.
Puig va traspassar el divendres 19 de juliol de 2024 a Barcelona, als 65 anys d'edat per les complicacions derivades d'un càncer manifestades en un limfoma de cèl·lules del mantell. La cerimònia de comiat es va realitzar al Tanatori de Granollers i, a més del seu entorn més proper i personalitats com el periodista Jordi Basté, el president del Futbol Club Barcelona Joan Laporta o l'exfutbolista Txiki Begiristain, hi va assistir una nodrida representació del món de la restauració, de la comunicació, de la cultura i de la política.
Des d'alehores, i en reconeixement de la seva trajectòria professional i al seu carisme personal, a Fermí Puig li han arribat diverses distincions pòstumes: la primera, el 5 de novembre de 2024, en què el Gastronòmic Fòrum Barcelona li concedia el premi Josep Mercader 2024 en la categoria de cuina catalana "per tota la seva contribució al món de la gastronomia" i el dia 18 del mateix mes de novembre els Premis Barcelona Restauració 2024 li feien una de les dues mencions d'honor per ser una figura clau de la restauració de la ciutat. El 17 de desembre l'Ajuntament de Granollers, la ciutat on va néixer, comunicava oficialment que se li atorgava la medalla de la ciutat, a títol pòstum, "per la seva trajectòria professional en l'àmbit de la restauració i per la seva tasca de la difusió de la cuina tradicional catalana".

## Publicacions
- 2009: Cuinetes[10]
- 2011: Més cuinetes
- 2019: La pilota, a l'olla